# Scheldeprijs 2016
Der Scheldeprijs 2016 (zu deutsch: Scheldepreis) war ein belgisches Straßenradrennen mit Start in Antwerpen und Ziel nach 207,8 km in Schoten am Fluss Schelde. Das Eintagesrennen fand am Mittwoch, den 27. April 2016, statt, nach der Flandern-Rundfahrt und vor Paris–Roubaix. Es gehörte zur UCI Europe Tour 2016 und war dort in der Kategorie 1.HC eingestuft.

## Teilnehmende Mannschaften
| WorldTeams (13)- AG2R La Mondiale - Astana - Cannondale - Dimension Data - Etixx-Quick Step - FDJ - Giant-Alpecin - Katusha - Lotto NL-Jumbo - Lotto-Soudal - Sky - Tinkoff - Trek-Segafredo Professional Continental Teams (9)- Bora-Argon 18 - CCC Sprandi Polkowice - Cofidis, Solutions Crédits - Direct Énergie - Fortuneo-Vital Concept - Roompot-Oranje Peloton - Southeast-Venezuela - Topsport Vlaanderen-Baloise - Wanty-Groupe Gobert |
| |

## Rennergebnis
| #      | Fahrer            | Team                        | Zeit       |
| ------ | ----------------- | --------------------------- | ---------- |
| Sieger | Marcel Kittel     | Etixx-Quick Step            | 4h 54' 05" |
| 2.     | Mark Cavendish    | Team Dimension Data         | gl. Zeit   |
| 3.     | André Greipel     | Lotto Soudal                | gl. Zeit   |
| 4.     | Edward Theuns     | Trek-Segafredo              | gl. Zeit   |
| 5.     | Niccolò Bonifazio | Trek-Segafredo              | gl. Zeit   |
| 6.     | Danny Van Poppel  | Team Sky                    | gl. Zeit   |
| 7.     | Nikias Arndt      | Team Giant-Alpecin          | gl. Zeit   |
| 8.     | Wouter Wippert    | Cannondale Pro Cycling Team | gl. Zeit   |
| 9.     | Dylan Groenewegen | Team Lotto NL-Jumbo         | gl. Zeit   |
| 10.    | Daniel McLay      | Fortuneo-Vital Concept      | gl. Zeit   |